# Zhongxia
Zhongxia (kinesiska: 仲夏, 仲夏乡) är en socken i Kina. Den ligger i provinsen Hunan, i den södra delen av landet, omkring 240 kilometer väster om provinshuvudstaden Changsha. Antalet invånare är 14130. Befolkningen består av 7 073 kvinnor och 7 057 män. Barn under 15 år utgör 18,0 %, vuxna 15-64 år 71 %, och äldre över 65 år 9,0 %.
Genomsnittlig årsnederbörd är 1 921 millimeter. Den regnigaste månaden är maj, med i genomsnitt 308 mm nederbörd, och den torraste är december, med 52 mm nederbörd.